# Roger Ebert
Roger Joseph Ebert (Urbana, 18 giugno 1942 – Chicago, 4 aprile 2013) è stato un critico cinematografico statunitense.
Vincitore del Premio Pulitzer per la critica nel 1975, Ebert ha condotto una trasmissione televisiva dedicata al cinema (Ebert & Roeper), è stato autore di numerosi saggi, ha scritto alcuni film di Russ Meyer, suo grande amico, ed è stato il critico del quotidiano Chicago Sun-Times. Nel giugno 2005 è stato il primo critico cinematografico ad avere una stella nella Hollywood Walk of Fame.

## Biografia
Ebert nasce ad Urbana (Illinois) figlio di Walter H. Ebert, un elettricista figlio di una coppia di immigrati tedeschi, e di Annabel Ebert, casalinga di origini olandesi ed irlandesi. Da tempo malato di cancro alla tiroide, muore il 4 aprile 2013 all'età di 70 anni.

### Stile di critica

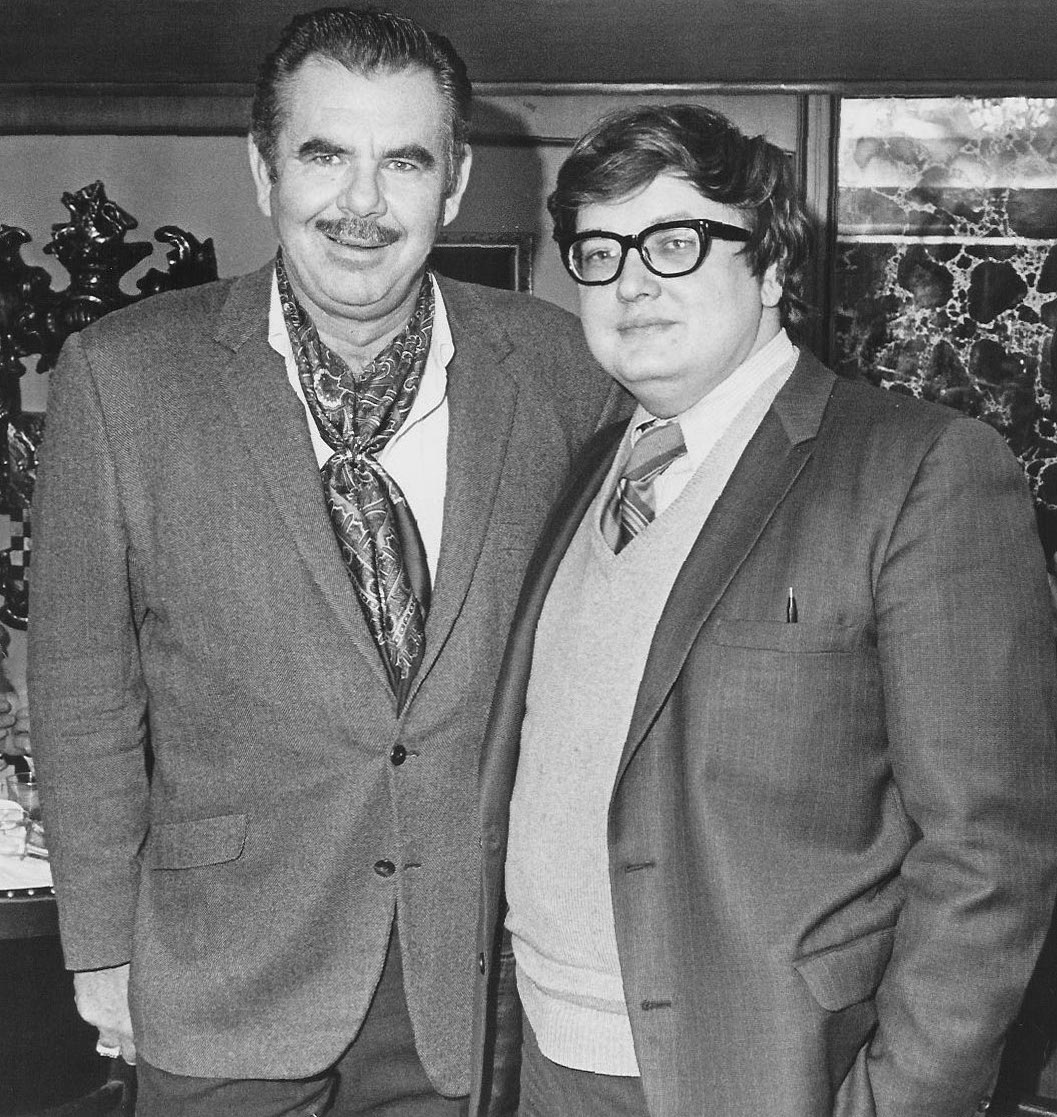
Roger Ebert (a destra) assieme a Russ Meyer nel 1970

Nella sua recensione di Shaolin Soccer, Ebert esprime un concetto base per quanto riguarda il suo metodo di recensione: "Il sistema delle stellette è da considerarsi relativo, non assoluto. Quando chiedete ad un amico se Hellboy è un bel film, non gli chiedete se è un bel film rispetto a Mystic River, gli chiedete se è un bel film rispetto a The Punisher. E la mia risposta sarebbe che, se in una scala da 1 a 4 Superman è 4, allora Hellboy è 3 e The Punisher è 2. Allo stesso modo, se American Beauty è un film da 4 stelle, allora Il delitto Fitzgerald ne merita 2".
Ogni recensione di Ebert è accompagnata da un punteggio in stelle, che varia da un massimo di quattro ad un minimo di mezza stella. Un particolare voto di "zero stelle" è destinato a quei film giudicati pessimi sotto il punto di vista etico e/o artistico. Il punteggio può anche essere espresso in Thumbs Up o Thumbs Down ("pollici in su" e "pollici in giù") secondo l'equivalenza: da 3½ a 4 stelle: 2 Thumbs Up; 3 stelle: 1 Thumb Up; 2½ stelle: 1 Thumb Down; 2 stelle o meno: 2 Thumbs Down.
Alcuni film contrassegnati da 1½ stelle o meno fanno anche parte della lista Roger Ebert's Most Hated, ovvero un assortimento delle sue recensioni più caustiche. Ebert ha inoltre stilato una lista di Great Movies, ovvero una raccolta in costante aggiornamento di film considerati importanti dal punto di vista tecnico, etico ed estetico. Alcuni di questi film, specialmente usciti prima del 1961, non sono stati recensiti con il sistema delle stellette.

### Pubblicazioni
All'inizio di ogni anno, Ebert pubblicava il Roger Ebert's Movie Yearbook, una raccolta delle recensioni dell'anno appena terminato. Ha inoltre pubblicato una raccolta dei suoi Great Movies divisa in due volumi e una di recensioni da 4 stelle (Roger Ebert's Four Stars Reviews 1967-2007).
Le sue recensioni più negative, invece, sono state pubblicate in due volumi, i cui titoli riportano due frasi provenienti da due recensioni caratterizzate dal voto "Zero stelle". Il primo, uscito nel 2000, è intitolato I Hated, Hated, Hated This Movie (tratto dalla recensione del film Genitori cercasi del 1994), mentre il secondo, pubblicato nel 2007, è intitolato Your Movie Sucks, frase conclusiva della recensione di Deuce Bigalow - Puttano in saldo.